# 大頷淵眼魚
大頷淵眼魚，為黑頭魚科的其中一種，為深海魚類，分布於印度洋阿拉伯海、中東太平洋瓜地馬拉外海及東北大西洋伊伯利亞海盆海域，棲息深度3940-4820公尺，體長可達24.2公分，棲息在中層水域，生活習性不明。

## 扩展阅读
維基物種上的相關：大頷淵眼魚